# Secondo Pia
Secondo Pia (ur. 9 września 1855 w Asti, zm. 7 września 1941 w Turynie) – włoski prawnik - adwokat. Fotograf amator, który jako pierwszy, dnia 28 maja 1898 roku, wykonał fotografię Całunu Turyńskiego, odkrywając wizerunek Jezusa na całunie.

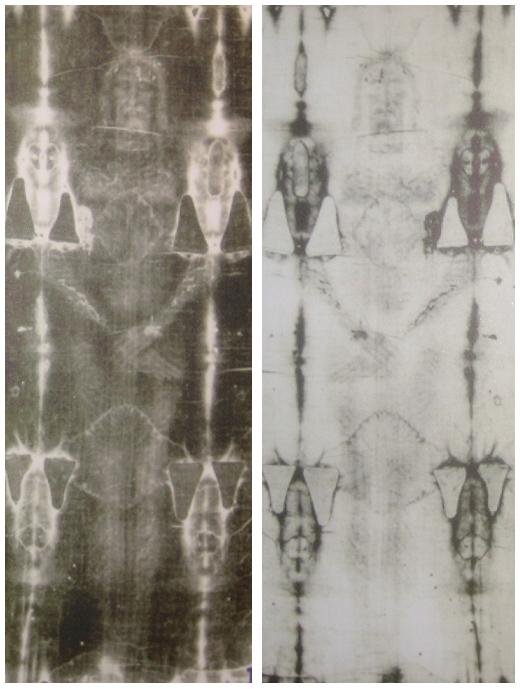
Pierwsza fotografia Całunu Turyńskiego (po prawej i jego negatyw po lewej), na podstawie której odkryto wizerunek Jezusa na całunie